# Adolphe II de Berg
Adolphe II de Berg (Adolf IV en Anglais, Adolf II en Allemand et Néerlandais) († 1170) comte de Berg et Hövel, fils d’Adolphe Ier de Berg et d’Adélaïde de Laufen.
Il fait construire le château de Burg et l'abbaye d'Altenberg.
À la fin de sa vie, il se retire dans l'abbaye d'Altenberg.

## Mariage et descendance
Il épouse en premières noces Adélaïde d'Arnsberg avec qui il aurait eu pour enfant :
- Adolphe III (ou V en Anglais) né vers 1125 et décédé lors du siège de Damas entre le 23 et le 28 juillet 1148, marié à Irmengarde de Wassembourg.

Il épouse ensuite Irmgard de Schwartzenberg de qui il a :
- Engelbert Ier de Berg, comte de Berg de 1160 à 1189 ;
- Eberhard, Ier comte d'Altena ;
- Frédéric (nl), archevêque de Cologne ;
- Bruno (nl), archevêque de Cologne ;
- Arnold, prince-évêque d'Osnabrück, de 1173 à 1190 (mort en croisade le 15 décembre 1190).